# 上山郵便局
上山郵便局
- （かみのやまゆうびんきょく） - 山形県上山市にある郵便局。本記事にて記述。
- （かみやまゆうびんきょく） - 広島県三次市にある郵便局。局番号は51322。

上山簡易郵便局（かみやまかんいゆうびんきょく）
- 愛媛県四国中央市にある簡易郵便局。局番号は61703。

上山郵便局（かみのやまゆうびんきょく）は山形県上山市にある郵便局。民営化前の分類では集配普通郵便局であった。

## 概要
住所：〒999-3199 山形県上山市八日町1-5

## 沿革
- 1872年8月4日（明治5年7月1日） - 上ノ山郵便取扱所として開設[1]。
- 1873年（明治6年） - 上ノ山郵便役所となる。
- 1875年（明治8年）1月 - 上ノ山郵便局（四等）となる。
- 1881年（明治14年）9月 - 為替・貯金取扱を開始。
- 1891年（明治24年）3月21日 - 上ノ山郵便電信局となる。
- 1903年（明治36年）4月1日 - 通信官署官制の施行に伴い上ノ山郵便局となる。
- 1949年（昭和24年）6月1日 - 逓信省が郵政省と電気通信省に分割するのに伴って、上ノ山郵便局と上ノ山電報電話局に分割[2]。
- 1956年（昭和31年）9月1日 - 電話通話および和文電報受付事務の取扱を開始[3]。
- 1972年（昭和47年）4月1日 - 上山郵便局に改称[4]。
- 1981年（昭和56年）2月 - 局舎新築。
- 1990年（平成2年）10月8日 - 楢下郵便局および中山郵便局から集配業務を移管。
- 1997年（平成9年）9月1日 - 柏倉郵便局から集配業務の一部[5]を移管。
- 1998年（平成10年）9月1日 - 外国通貨の両替および旅行小切手の売買に関する業務取扱を開始。
- 2007年（平成19年）10月1日 - 民営化に伴い、併設された郵便事業上山支店に一部業務を移管。
- 2012年（平成24年）10月1日 - 日本郵便株式会社発足に伴い、郵便事業上山支店を上山郵便局に統合。

## 取扱内容
- 郵便、印紙、ゆうパック、内容証明
- 貯金、為替、振替、振込、国際送金、国債、投資信託
- 生命保険、バイク自賠責保険
- ゆうちょ銀行ATM
- 上山市内（〒999-31xx、999-32xx）の集配業務
- ゆうゆう窓口

## 周辺
- 上山城
- 上山温泉
- 上山市立図書館
- 国道13号
- 国道458号

## アクセス
- JR山形新幹線・奥羽本線（山形線） かみのやま温泉駅から徒歩約4分
- 山交バス かみのやま駅前停留所下車
- 東北中央自動車道 山形上山ICから南西へ約5km
- 東北中央自動車道 かみのやま温泉ICから北東へ約4.4km
- 駐車場あり：16台